# Coleridge Goode
Coleridge Goode (29. listopadu 1914 – 2. října 2015) byl jamajský jazzový kontrabasista. Narodil se v Kingstonu do hudební rodiny (otec byl sbormistr a varhaník, matka zpěvačka). V roce 1934 odešel do Spojeného království, kde se věnoval studiu v Glasgow. Původně se věnoval klasické hudbě a hrál na housle. Později přešel s nástupem ke kontrabasu k jazzové hudbě. Během své kariéry spolupracoval s mnoha hudebníky, mezi které patří například Ray Ellington, Michael Garrick a Joe Harriott. Zemřel v roce 2015 ve věku 100 let.